# グレインベルト

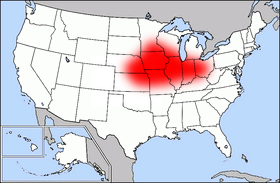
赤い部分がグレインベルト

グレインベルト（Grain Belt）はアメリカ合衆国の地域の呼称の1つ。合衆国中西部の北側を横切るプレーリー地帯を指す。この地域が世界でも有数の穀物（grain）、大豆の産地であることからこう呼ばれる。
アイオワ州、イリノイ州、インディアナ州、オハイオ州、ミズーリ州の大部分とウィスコンシン州、カンザス州、ネブラスカ州、ミネソタ州の一部から成る。